# Victor Vidal Carton
Victor Vidal Carton (1902 – 11 de abril de 1970) foi um político irlandês. Ele era um membro da Seanad Éireann 1954-1969. Ele foi eleito pela primeira vez para a 8 ª Seanad em 1954 pelo Painel do Trabalho, e foi reeleito nas de 1957, 1961 e 1965 eleições. Ele não contestou a eleição Seanad 1969.